# Farsetia stenoptera
Farsetia stenoptera är en korsblommig växtart som beskrevs av Ferdinand von Hochstetter. Farsetia stenoptera ingår i släktet Farsetia och familjen korsblommiga växter.

## Underarter
Arten delas in i följande underarter:
- F. s. boivinii
- F. s. speciosa
- F. s. stenoptera